# 坎迪杜莫塔
坎迪杜莫塔是巴西圣保罗州的一个市镇。总面积596.29平方公里 ，总人口30776人，人口密度51.6人/平方公里。